# Fejervarya iskandari
Fejervarya iskandari là một loài ếch trong họ Ranidae. Chúng là loài đặc hữu của Indonesia.
Môi trường sống tự nhiên của chúng là đất có tưới tiêu.